# Aldo Moro

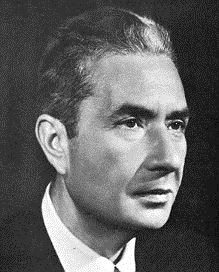
Aldo Moro

Aldo Moro (anhörenⓘ; * 23. September 1916 in Maglie, Apulien; † 9. Mai 1978 in Rom) war ein italienischer Politiker der Democrazia Cristiana. Ab den 1950er Jahren nahm er politische Spitzenpositionen ein und war von 1963 bis 1968 und von 1974 bis 1976 Ministerpräsident des Landes. Als solcher bemühte er sich um eine Zusammenarbeit zwischen dem rechten und linken politischen Lager (compromesso storico). Er wurde von der Terrororganisation Rote Brigaden entführt und von Mario Moretti ermordet. Um den nie vollständig aufgeklärten Fall Moro ranken sich Spekulationen über eine Involvierung staatlicher und geheimdienstlicher Akteure.

## Leben

### Familie und Jugend

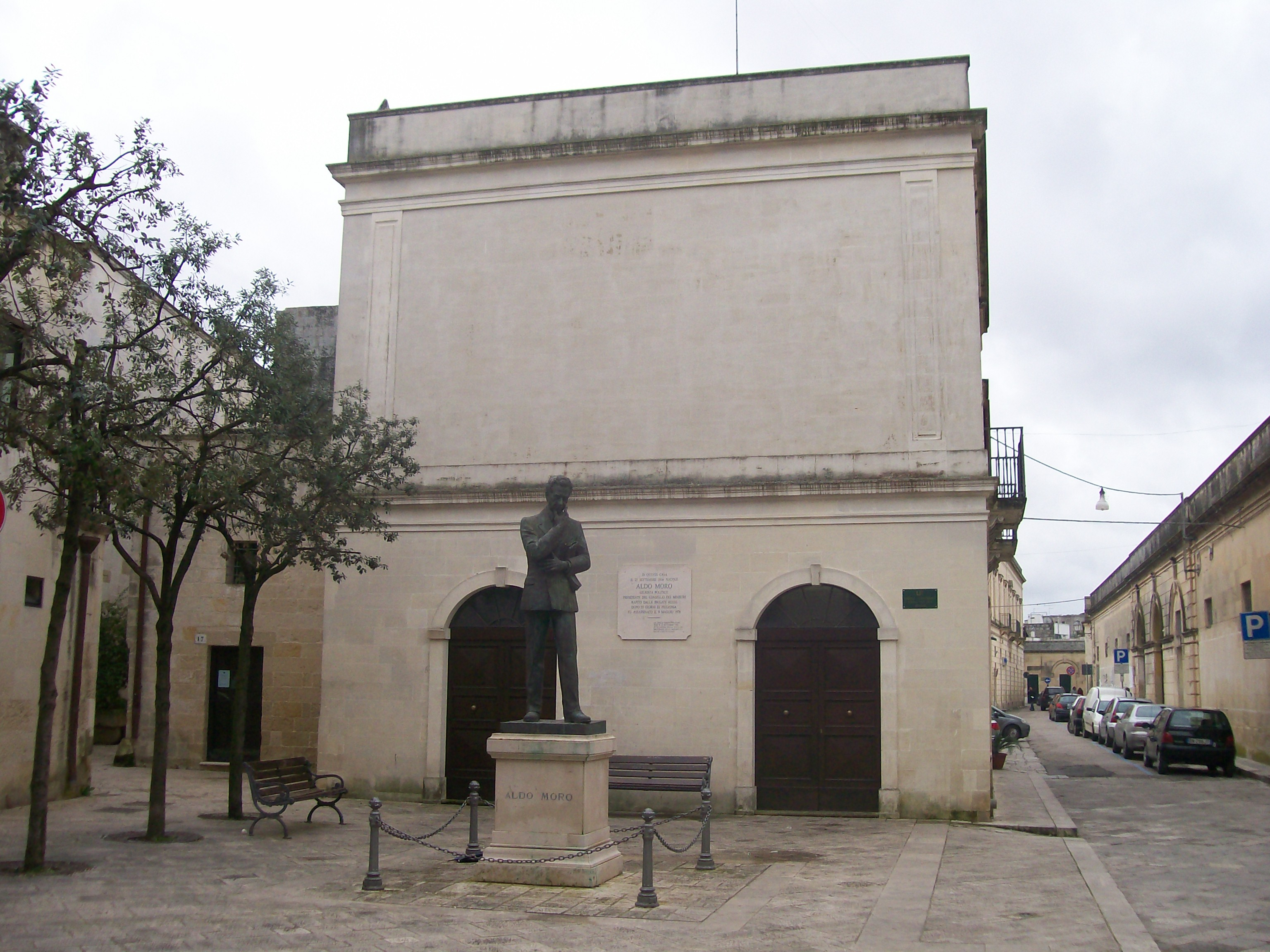
Geburtshaus Moros mit 1998 eingeweihter Statue in Maglie – umstritten, weil Moro hier eine Zeitung der kommunistischen Partei unter dem Arm hält

Der zweitgeborene Moro hatte drei Brüder und eine Schwester. Er wuchs in einer kleinbürgerlichen Familie auf, die vom tiefen katholischen Glauben der Mutter geprägt war. Seine Eltern arbeiteten – wie schon sein Großvater väterlicherseits – in der Volksschulbildung. Sein Vater Renato, dessen Familie aus Apulien stammte, war Lehrer und später Schulinspektor, seine aus Kalabrien stammende Mutter Lehrerin mit kulturellen und philosophischen Interessen. Beide zeigten Loyalität gegenüber dem Staat, aber keine besondere Verehrung für Benito Mussolini oder das Regime des Faschismus. 1920 zog die Familie nach Tarent und 1934, als Aldo Moro erstes Engagement in der katholischen Jugend gezeigt und die Schulbildung am Liceo Archita abgeschlossen hatte, nach Bari.

### Studium, Familie und akademische Karriere
Aldo Moro, der sehr religiös war, studierte ab 1934 Rechtswissenschaft an der Universität Bari, schloss 1938 summa cum laude ab und wurde anschließend Mitarbeiter der Universität. Sein akademischer Lehrer war der Strafrechtler Biagio Petrocelli. Im selben Jahr wurde Moro Mitglied des Laienzweigs bzw. dritten Ordens der Dominikaner; er war ab 1935 Mitglied und von 1939 bis 1941 Vorstandsvorsitzender des Nationalverbandes der katholischen Studentenschaft Federazione Universitaria Cattolica Italiana (FUCI). 1941 wurde Moro Dozent für Rechtsphilosophie und Kolonialpolitik und im selben Jahr in den Weltkrieg eingezogen, aber im Süden eingesetzt, weshalb er keine Kampfhandlungen erlebte. Im April 1945 heiratete er die in katholischen Gruppen aktive Gymnasiallehrerin Eleonora Chiavarelli (1915–2010); sie hatten drei Töchter und zuletzt den 1958 geborenen Sohn Giovanni. 1947 wurde Moro ordentlicher Professor für Strafrecht an der Universität Bari.

### Frühe politische Karriere
Nach dem Sturz Mussolinis 1943 begann sich Moro für Politik zu interessieren und gründete die Zeitung La Rassegna. Er sympathisierte zunächst mit dem Partito Socialista Italiano (PSI), insbesondere mit deren gemäßigtem („rechtem“) Flügel, wandte sich dann aber aufgrund seines ausgeprägten katholischen Glaubens der Christdemokratie zu. 1945 wurde er Präsident des Absolventenverbands der Katholischen Aktion Italiens und Herausgeber der Zeitschrift Studium. In der Democrazia Cristiana (DC) wurde er dem von Giuseppe Dossetti begründeten linken Flügel zugerechnet, der für eine gemeinwohlorientierte und staatsinterventionistische Variante der Christdemokratie stand. Der Erzbischof von Bari Marcello Mimmi, der auf Moro bereits 1934 aufmerksam geworden war, überzeugte diesen, sich 1946 für die Verfassunggebende Versammlung zur Wahl zu stellen. Seitdem vertrat Moro bis zu seinem Tod den Wahlkreis Bari im italienischen Parlament.
Der Camera dei deputati gehörte er ab der ersten Sitzungsperiode 1948 an. Von Juli 1948 bis Januar 1950 war Moro Staatssekretär im Außenministerium. Im Gegensatz zum entschieden pro-amerikanischen Außenminister Carlo Sforza (PRI) stand er dem Beitritt Italiens zur NATO 1949, so wie andere Vertreter des linken Flügels der DC, kritisch gegenüber. Stattdessen favorisierte er eine Union neutraler europäischer Staaten unter amerikanischem Schutz. Ein NATO-Beitritt verhindere Italiens Streben nach größerer internationaler Autonomie und einer Mittlerposition in Konflikten. Der entscheidenden Parlamentsabstimmung in dieser Frage blieb er fern, was er mit der Geburt seines zweiten Kindes begründete. Anschließend war sein Verhältnis zum Ministerpräsidenten und DC-Parteipräsidenten Alcide De Gasperi, der sich sehr für den NATO-Beitritt eingesetzt hatte, belastet.

### Aufstieg an die DC-Spitze
Nachdem Dossetti die Politik verlassen hatte, gründete Moro gemeinsam mit Amintore Fanfani, Mariano Rumor und Paolo Emilio Taviani den Parteiflügel Iniziativa Democratica, dem (mit der wichtigen Ausnahme Giulio Andreottis) die meisten aufstrebenden jungen Parteifunktionäre angehörten und die nach dem Tod De Gasperis 1954 jahrelang die Führung innerhalb der Partei übernahmen. Ab 1955 war Moro mehrfach Minister: Zwischen dem 6. Juli 1955 und dem 15. Mai 1957 Justizminister, danach bis 1959 Bildungsminister; in dieser Zeit wurde 1958 Staatsbürgerkunde (educazione civica) als Unterrichtsfach eingeführt.
1959 wurde er Nationaler Sekretär (entspricht etwa einem Parteivorsitzenden) der DC und blieb es bis Januar 1964. Wie Giovanni Gronchi und Amintore Fanfani trat Moro für eine Öffnung der DC nach links (apertura a sinistra) und die Bildung einer Mitte-links-Koalition mit der PSI ein. Auf dem 7. DC-Parteitag (1962) erklärte er, dass dem Markt „durch politische Entscheidungen der Weg gewiesen werden“ müsse. Allerdings war seine Linie innerparteilich von links wie von rechts umstritten; der von Andreotti angeführte rechte, klassisch wirtschaftsliberale Flügel Primavera setzte sich gegen die Verstaatlichung des Energiesektors unter Moro zur Wehr, während der linke Flügel Base sich als wahrer Erbe Dossettis verstand, Moros Politik als zu pragmatisch ablehnte und eine Transformation der Gesellschaftsordnung vom Leitbild des liberalen, bürgerlichen Mittelstands hin zur Arbeiterklasse forderte. Die Verstaatlichung von Schlüsselindustrien sorgte jedoch dafür, dass nicht mehr Technokraten, sondern Parteifunktionäre die Führungspositionen in der Wirtschaft übernahmen und durch die Öffnung zur Linken auch mit Politikern der Sozialisten besetzt wurden, sodass bis in die 1980er Jahre unter breitem Konsens ein System politischer Patronage die italienische Wirtschaft regierte.

### Amtszeiten als Ministerpräsident
Nach der Parlamentswahl im April 1963 gelang es Moro beinahe, eine Mitte-links-Regierung zu bilden. Die Kabinettsliste stand bereits fest und das Programm war weitestgehend ausgehandelt, da verweigerte die PSI ihrem Vorsitzenden Pietro Nenni die Gefolgschaft und ließ die Koalition scheitern. Nach einem weiteren halben Jahr der DC-Alleinregierung einigten sich im Dezember 1963 DC, PSI, Partito Socialista Democratico Italiano (PSDI) und Partito Repubblicano Italiano (PRI) auf die Bildung der sogenannten „organischen“ Mitte-links-Regierung; Moro wurde Ministerpräsident. Pietro Nenni von der PSI war sein Stellvertreter. Die Regierung plante, das Universitäts- und Schulsystem (unter anderem durch Einführung einer neunjährigen Pflichtschule) zu reformieren. Die Verwaltung sollte teilweise auf die Ebene der Regionen dezentralisiert werden, außerdem war ein Programm für das wirtschaftlich schwache Süditalien (mezzogiorno) vorgesehen. Zudem stand der Städtebau auf der Agenda.
Bereits nach einem halben Jahr kam es jedoch zu Spannungen in der Regierung, die PSI stellte weitgehende Forderungen – vor allem in der Schulfrage – und drohte, andernfalls die Koalition platzen zu lassen. In dieser Zeit bestellte Staatspräsident Antonio Segni – ein Vertreter des rechten Flügels der DC und Gegner der Mitte-links-Regierung – den General der Carabinieri, Giovanni De Lorenzo, zu sich, der danach einen Putschplan (Piano Solo) ausarbeitete. Ob dieser wirklich erwog, die Macht an sich zu reißen, der Plan nur vorsorglich für den Fall potentieller Aufstände ausgearbeitet wurde oder auch nur, um Druck auf die Koalitionsparteien auszuüben, ist ungeklärt. Jedenfalls lenkte der PSI plötzlich ein und kehrte unter Aufgabe ihrer Forderungen in die Regierung zurück. Mit Kabinettsumbildungen im Juli 1964 und Februar 1966 hielt Moros Koalitionsregierung noch bis Ende Juni 1968. Für italienische Verhältnisse galt Moros erste Amtszeit als recht stabile Phase.
Von August 1969 bis Juli 1972 sowie von Juli 1973 bis November 1974 war Moro italienischer Außenminister.
Vom 23. November 1974 bis zum 29. Juli 1976 war er noch einmal Ministerpräsident. Diesmal stand er einer Minderheitsregierung aus DC und PRI (letztere nur bis zur Kabinettsumbildung im Februar 1976) vor, die allerdings im Parlament von PSI und PSDI toleriert wurde. Sein Stellvertreter war der PRI-Politiker Ugo La Malfa. Diese Amtszeit fiel in die sogenannten „bleiernen Jahre“ (anni di piombo), die von Terroranschlägen der extremen Linken und Rechten geprägt waren. Mit insgesamt über sechs Jahren an der Regierungsspitze war er nach Alcide De Gasperi, Giulio Andreotti und Silvio Berlusconi der am längsten amtierende Regierungschef Italiens nach dem Zweiten Weltkrieg.
1976 wurde Moro zum Präsidenten des Nationalen Rats der DC gewählt. Er befürwortete den vom Chef des Partito Comunista Italiano (PCI), Enrico Berlinguer, 1973 vorgeschlagenen „Historischen Kompromiss“ (compromesso storico), einen Solidaritätspakt zwischen den Eurokommunisten der PCI und der DC, um das Problem der Wirtschaftskrise zu lösen. Ein solcher nahm konkrete Gestalt an in Form der dritten Regierung Giulio Andreottis, die ab Juli 1976 amtierte und „Regierung der nationalen Solidarität“ genannt wurde. Sie bestand zwar nur aus DC-Ministern, stützte sich aber auf das Versprechen der PCI, sie nicht durch ein Misstrauensvotum im Parlament zu stürzen, und war damit von dieser abhängig. Moro war der wichtigste Befürworter dieses Pakts.

## Entführung und Ermordung

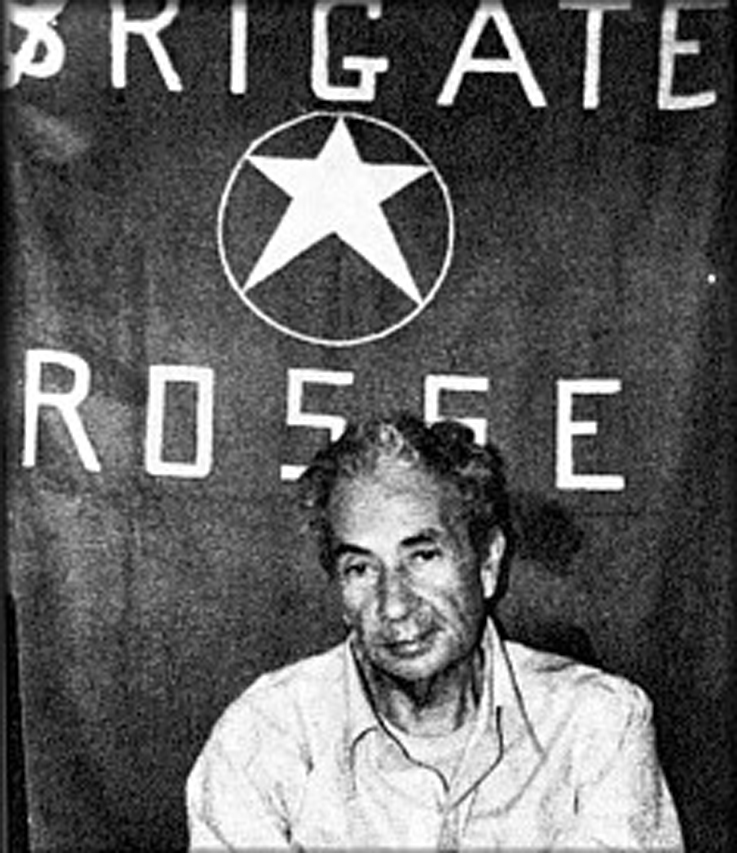
Aldo Moro in Gefangenschaft der Brigate Rosse

### Ablauf
Aldo Moro wurde am Donnerstag, dem 16. März 1978, von den Brigate Rosse entführt, als er sich auf dem Weg ins Parlament befand. Bei dem Überfall wurden seine fünf Leibwächter ermordet. Die Brigate Rosse wollten den „historischen Kompromiss“ zwischen DC und PCI, an dem Moro nach den Parlamentswahlen in Italien 1976 arbeitete, verhindern, weil sie in ihm eine Bedrohung der von ihnen erhofften Revolution sahen. Die Entführer verlangten die Freilassung inhaftierter Gesinnungsgenossen, doch noch am Tag der Entführung weigerte sich der Ministerrat unter Andreotti, mit ihnen zu verhandeln („linea della fermezza“). Die beiden großen Parteien DC und PCI hielten gemeinsam an dieser Linie fest, während linksradikale Gruppen und nach einigem Zögern auch die Sozialisten des PSI für Gespräche eintraten. Bei Demonstrationen in Mailand traten 40.000 Menschen für die fermezza und 10.000 für Verhandlungen ein. Unter sich verschärfenden Anklagen gegen die politische Elite schrieb Moro in Geiselhaft über 80 Briefe an Parteifreunde, seine Familie und Papst Paul VI., der sich vergeblich als Geisel im Austausch für seinen Freund anbot. Einige Briefe, Antworten darauf und Texte der Entführer wurden auszugsweise im Corriere della Sera abgedruckt und sorgten für eine hitzige öffentliche Debatte. Für das italienische Fernsehen begann eine neue Ära, da es erstmals rund um die Uhr live berichtete. Die Öffentlichkeit war daher mit verschiedensten Berichten teils großer emotionaler Intensität konfrontiert, was für eine „Vermischung von Fakten, Spekulationen und Emotionen“ sorgte und eine „extreme Fiktionalisierung“ des Geschehens förderte.
Am 9. Mai 1978 wurde Moro nach 55-tägiger Geiselhaft tot im Kofferraum eines roten Renault 4 aufgefunden, der in der Via Michelangelo Caetani stand – genau zwischen dem Eingang des Centro Studi Americani und der Chiesa di Santa Caterina dei Funari, in der Innenstadt Roms, unweit der Sitze von PCI und DC. Er war mit acht Schüssen ermordet worden. Lange Zeit galt Prospero Gallinari als sein Mörder, doch stellte sich später heraus, dass Mario Moretti der Täter war.

### Juristische und politische Aufarbeitung
Moretti und 17 weitere Mitglieder der Roten Brigaden wurden 1983 zu lebenslangen Freiheitsstrafen verurteilt. 2006 eröffnete die Staatsanwaltschaft wieder ein Verfahren zum Tode Moros, 2013 wurden erneut mögliche Verwicklungen aus Ausland und Politik untersucht. 2008 waren alle Verurteilten entweder entlassen oder, wie Moretti, Freigänger. Moretti war 1994 unter Auflagen begnadigt worden.
Politisch wurden die Ereignisse in mehreren Untersuchungsausschüssen behandelt, an denen zwischen 1979 und 2001 – sechs Legislaturperioden lang – über 270 Parlamentarier beteiligt waren. Vom 23. Mai 1980 bis zum 19. April 1983 tagte eine Untersuchungskommission spezifisch zum Tod Aldo Moros. Auch die von Mai 1988 bis Juli 2000 eingesetzte Untersuchungskommission „Terrorismus und Massaker“ des italienischen Senats beschäftigte sich eingehend mit Moros Entführung und Ermordung und kam unter politischem Streit zu keinem abschließenden Ergebnis. Die ebenfalls mit Moro befasste, von 2002 bis 2006 tagende Mitrochin-Kommission blieb gleichermaßen ohne schlüssige Ergebnisse und diente einmal mehr der Diskreditierung und Delegitimierung der jeweiligen politischen Gegner. So wurde Romano Prodi, der während der Entführung an einer spiritistischen Sitzung teilgenommen, dabei den Namen „Gradoli“ gehört und nichts unternommen hatte – Moro wurde in der Via Gradoli in Rom festgehalten –, vorgeworfen, er habe weitergehende Kenntnisse gehabt und unterdrückt. Eine vom italienischen Parlament 2014 eingesetzte weitere Untersuchungskommission legte 2015 einen Zwischenbericht vor, nach dem der inhaftierte Camorra-Anführer Raffaele Cutolo Moro angeblich hätte retten können, wie er es 1981 in einem anderen Entführungsfall getan hatte. Cutolo sei während der Moro-Entführung von mehreren Politikern und Geheimdienstmitarbeitern in der Haft besucht worden. Der genaue Inhalt seiner Aussage blieb unter Verschluss.

### Verschwörungstheorien und historische Aufarbeitung
Die Hintergründe der Tat sind bis heute umstritten; zahlreiche Verschwörungstheorien ranken sich um die Involvierung von Geheimdiensten – darunter CIA, BND, KGB, Mossad und Gladio – sowie von Freimaurern (gemeint die pseudo-freimaurerische Loge Propaganda Due) oder fremden Regierungen. Der Historiker Richard Drake hält die Verschwörungstheorien in Italien für noch intensiver und weiter verbreitet als diejenigen beim Attentat auf John F. Kennedy in den USA. Im Januar 1982 glaubten 58 Prozent der Italiener laut einer Umfrage, dass die Terroristen von einer ausländischen Macht gesteuert waren, und es entstand eine Deutungsdichotomie zwischen den Anhängern dieser Verschwörungsvorstellungen und denen der offiziellen Erklärung. Diese Deutungen nahmen die von Misstrauen aufgeladene Stimmung insbesondere der linksintellektuellen Öffentlichkeit gegenüber dem als repressiv empfundenen italienischen Staat und den Rechtsparteien während der anni di piombo auf, sodass eine behördlich gedeckte Strategie der Spannung als möglich angesehen wurde, während von rechts Spekulationen über eine Steuerung der Linksterroristen durch Regierungen des Warschauer Pakts gestreut wurden. Die Übergänge zwischen plausiblen und extremen Spekulationen sind dabei fließend.
Als Ausgangspunkt der Verschwörungsliteratur gilt Leonardo Sciascias L’affaire Moro von 1978, gefolgt von Robert Katz’ Days of Wrath 1980 und Sergio Flamignis Tela del ragno 1988. Katz’ Buch diente dem Spielfilm Die Affäre Aldo Moro als Grundlage, der in Italien eine breite Debatte auslöste. In deutscher Sprache hat unter anderem die Journalistin Regine Igel diese Spekulationen genährt. Auch der Mörder Moros, Mario Moretti, äußerte sich zu den Umständen; seine Darstellung gilt nicht als zuverlässig und seine Rolle als ungeklärt. 2008 behauptete der Psychiater Steve Pieczenik, der als Vertreter der amerikanischen Regierung den Krisenstab während der Moro-Entführung beraten hatte, man habe die Roten Brigaden instrumentalisiert, um Moro zu töten und eine Regierungsbeteiligung des PCI zu vermeiden. Der damalige US-Botschafter in Rom, Richard N. Gardner, hat diesen Behauptungen widersprochen; Pieczeniks Glaubwürdigkeit – der zuvor mit Hilfe Tom Clancys einen Thriller über den Fall Moro veröffentlicht hatte – gilt als zweifelhaft. Laut dem Historiker Tobias Hof speist sich die anhaltende Popularität dieser Spekulationen aus der tiefen Spaltung der politischen Landschaft Italiens zwischen links und rechts.
Der Kulturwissenschaftler David Moss urteilte 2012, die stark politisierte parlamentarische Untersuchungskommission sei weitgehend im Spekulativen geblieben. Die historische Aufarbeitung der inzwischen sämtlich verfügbaren Dokumente zur Moro-Entführung stehe an, nachdem die bisherige Beschäftigung mit dem Thema stark von politischen Intuitionen und Spekulationen geleitet gewesen sei. Die Arbeiten von Vladimiro Satta zu den Details der Entführung, von Agostino Giovagnoli zu den Reaktionen der Eliten, von Miguel Gotor zu Moros Briefen aus der Gefangenschaft und von Renato Moro zur Ideenwelt seines Onkels hätten die bisherigen Deutungsdichotomien aufzulösen geholfen. Durch diese beginnende Historisierung seien nichtintendierte Folgen komplexer Zusammenhänge in den Blick geraten, statt das Ereignis als unausweichliche Folge struktureller Gegebenheiten wie der Gewalttätigkeit geheimer Gruppen oder der Konfrontation im Kalten Krieg zu deuten. Insbesondere die beiden Historiker Richard L. Drake und Vladimiro Satta – der erstmals umfassend die Ergebnisse der parlamentarischen Untersuchungskommission auswertete – haben auf die entstandenen Verschwörungstheorien Antworten gegeben. Während Satta nur noch wenige Marginalien des Falls für unaufgeklärt hält, sehen andere gewichtige Publizisten weit mehr Aufklärungsbedarf. Der Historiker Tobias Abse kritisiert an Satta und Drake, diese würden die offizielle Version verteidigen, ohne ernstzunehmende zweifelnde Stimmen anzuerkennen und dabei zu differenzieren. So hält Abse den auch von Angehörigen Moros erhobenen Vorwurf an die DC-Führung, sie habe mögliche Verhandlungen mit den Entführern ausgeschlagen und die Suche nach Moro behindert (Jens Petersen: „Strategie des Nichtfindenwollens“), für diskussionswürdig.

## Gedenken und Rezeption

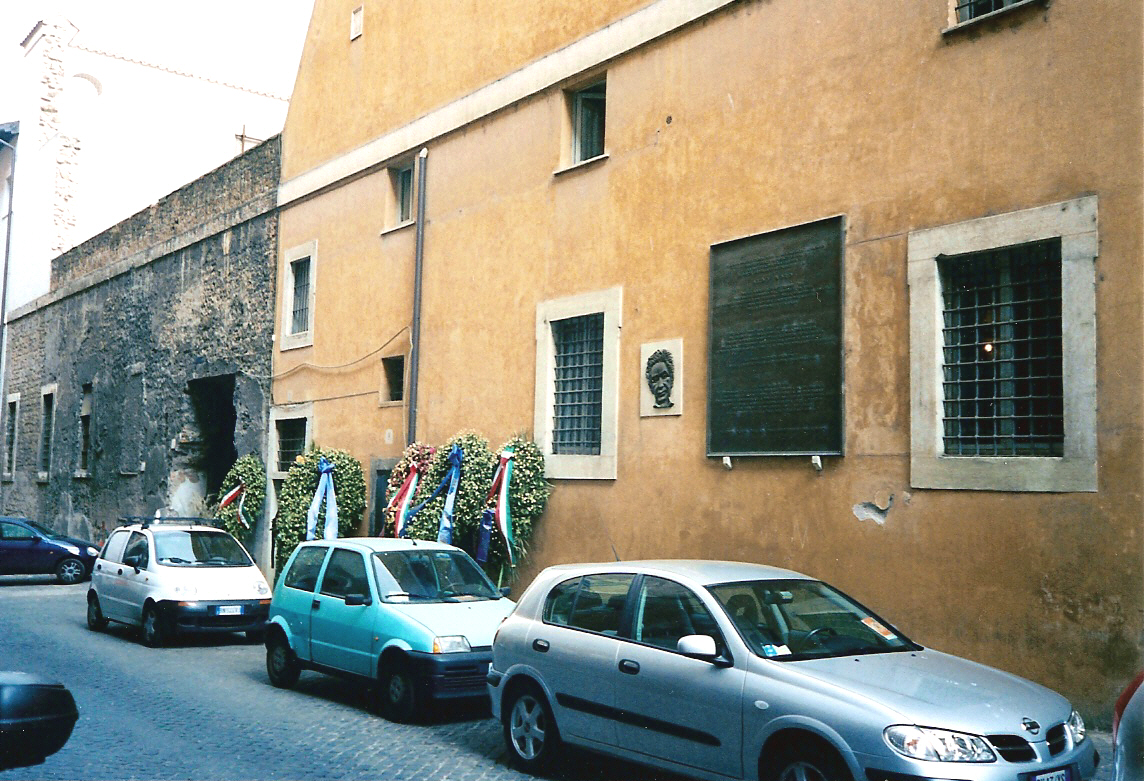
Auffindeort der Leiche Moros an der Via Michelangelo Caetani in Rom

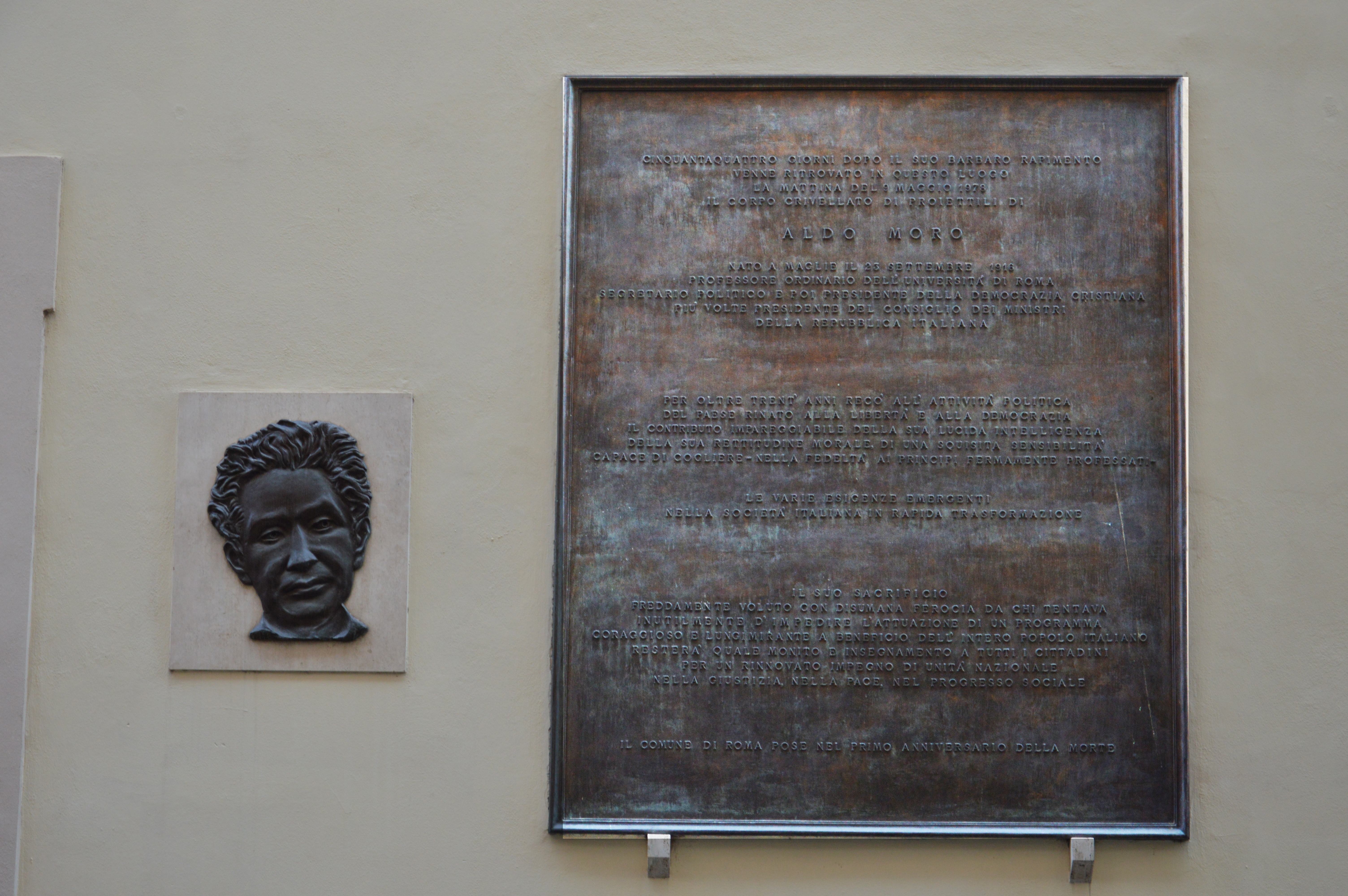
Gedenktafel am Auffindeort

Zwischen den Hinterbliebenen Moros und der Parteiführung seiner regierenden christdemokratischen Parteifreunde kam es – anders, als es nach der Schleyer-Entführung 1977 in Deutschland der Fall gewesen war – nicht zu einer Aussöhnung. Aldo Moro hatte in einem seiner in Geiselhaft verfassten Briefe ausdrücklich darum gebeten, keine Vertreter von Staat, Behörden und Parteien an seinem Begräbnis teilnehmen zu lassen. Diesem Wunsch folgend, gab seine Witwe den Leichnam nicht für ein Staatsbegräbnis frei und blieb der offiziellen Trauerfeier fern. Der Papst, der Moro seit dessen Studententagen kannte, hielt unter Bruch des vatikanischen Protokolls einen Gedenkgottesdienst für den Laien ab. Moro hatte sich laut dem Kulturwissenschaftler Pierpaolo Antonello bereits in der Geiselhaft durch die Anklage der politischen Eliten der Rolle des politischen Opfers entzogen. Da der Fall kein versöhnliches Ende fand, blieb er für die Öffentlichkeit unabgeschlossen.
Nach Moros Tod verschob sich die öffentliche Wahrnehmung: War er lange verantwortlich gemacht worden für die schwierigen wirtschaftlichen, gesellschaftlichen und politischen Bedingungen des Landes, galt er nach seinem Tod vielen – auch innerhalb der Linken – als politischer Märtyrer. Diesen Wandel zeigt der Historiker Tobias Hof exemplarisch an Leonardo Sciascia, der mit seinem 1974 erschienenen und 1976 verfilmten Buch Todo modo scharfe Kritik an Moro geübt hatte, in L’affaire Moro 1978 aber das Bild eines sabotierten Hoffnungsträgers zeichnete. Moro gilt als geduldiger, gut vernetzter Vollblutpolitiker, der legendär für die Undurchschaubarkeit seiner Ideen und für seine pleonastische, von Wortschöpfungen wie „konvergierende Parallelen“ geprägte Rhetorik ist. An der Stelle, an der Moros Leiche in der Innenstadt Roms gefunden wurde, wurde eine Gedenktafel angebracht. Der damalige Innenminister Francesco Cossiga, der am Tag von Moros Ermordung zurückgetreten war, kniete zum 30. Jahrestag 2008 an dieser Stelle nieder. Auf Moros politisches Erbe bezieht sich explizit der Partito Democratico (PD), der 2007 als Mitte-Links-Sammlungsbewegung gegründet wurde und sich aus linken Christdemokraten und Ex-Kommunisten zusammensetzt. Moro wurde im Parlamentswahlkampf 2008 vom PD plakatiert. Die Universität Bari wurde im Jahr 2008 nach Aldo Moro benannt, der dort studiert und gelehrt hatte. Zum 40. Jahrestag der Entführung wurde in der Via Fani am 16. März 2018 in Anwesenheit des Staatspräsidenten Sergio Mattarella ein Denkmal für Moro und die dort Ermordeten eingeweiht.
Jedes Jahr erscheinen mehrere Bücher und Aufsätze über Moro, im Jahr 2008 etwa mehr als 25 Bücher. Die meisten von ihnen beschäftigen sich nicht mit der Person und ihrem politischen Denken und Wirken, sondern mit dem Fall Moro, also der Entführung und Ermordung, sodass der Blick auf das übrige Leben bis heute verstellt ist. Aldo Moros Nachlass ist bisher nicht vollständig für eine wissenschaftliche Biographie ausgewertet worden. Die große Zahl und Bandbreite an Veröffentlichungen zum Fall Moro – „über alle Medien, Erzählmodi und Genres hinweg“ – zeigt laut der Medienwissenschaftlerin Tanja Weber das andauernde „kollektive Trauma“ der italienischen Gesellschaft. Ihr „unfinished business“ verarbeitet insbesondere der italienische Film; der Fall ist laut dem Medienwissenschaftler Alan O’Leary Schlüsselthema in jedem Spielfilm mit politischer Botschaft aus Italien. Die meisten davon nutzen die Anziehungskraft von Verschwörungstheorien und spielen auf internationale Verwicklungen an.

### Filme
- 1986: Die Affäre Aldo Moro (Il caso Moro (I giorni dell’ira)), Regie: Giuseppe Ferrara. Unter Einbeziehung von Originalfilmmaterial. Eine Rekonstruktion der Ereignisse von der Entführung bis zum Mord, die auch ein kritisches Licht auf die damalige politische Klasse Italiens wirft.
- 1991: Verliebt in die Gefahr (Year of the Gun), Regie: John Frankenheimer. Der Spielfilm handelt von Journalisten, die einen Roman verfassen, in dem es unter anderem um die Ermordung Aldo Moros geht, kurz bevor die Roten Brigaden ihn wirklich ermorden wollen und deshalb die Journalisten verfolgen.
- 2000: Politische Morde: Tod in Rom – Der Fall Aldo Moro, Regie: Michael Busse, Maria-Rosa Bobbi. Dokumentation. Vierter Teil der 6-teiligen Sendereihe.[55]
- 2003: Der Tag, an dem Aldo Moro starb (Piazza delle cinque lune), Regie: Renzo Martinelli. Der Film verweist auf die Verbindungen zwischen internationalen Geheimdiensten, katholischer Kirche und Mafia.
- 2003: Buongiorno, notte – Der Fall Aldo Moro (Buongiorno, notte), Regie: Marco Bellocchio. Durch Umbenennung von Protagonisten und auch mittels Traumsequenzen versucht der Film, einen alternativen Verlauf der Ereignisse zu imaginieren.
- 2008: Il Divo, Regie: Paolo Sorrentino. Film über den ehemaligen italienischen Ministerpräsidenten Giulio Andreotti, der Moro ebenfalls behandelt.
- 2012: Romanzo di una strage, Regie: Marco Tullio Giordana. Film über die vermeintliche Verschwörung bei Moros Geiselnahme.
- 2022: Und draußen die Nacht (Esterno notte, Regie: Marco Bellocchio). Sechsteilige TV-Serie über die Tage zwischen Entführung und Ermordung von Moro dargestellt anhand des Innenlebens der Beteiligten.

## Schriften
- Fondazione Aldo Moro (Hrsg.): L’intelligenza e gli avvenimenti. Testi 1959–1978. Mit Aufsätzen von Gianni Baget Bozzo, Mario Medici, Dalmazio Mongillo und einem Gespräch mit George L. Mosse. Garzanti, Mailand 1979.
- Giorgio Campanini (Hrsg.): Al di là della politica e altri scritti. Studium, 1942–1952. Studium, Rom 1982.
- Giuseppe Rossini (Hrsg.): Scritti e discorsi. 6 Bände. Cinque Lune, Rom 1982–1990.